# Oceanisch kampioenschap voetbal 1998
De Oceania Nations Cup 1998 was de vierde editie van de OFC Nations Cup, een voetbaltoernooi voor landen die aangesloten waren bij de OFC, de voetbalbond van Oceanië. In 1973 is het toernooi onder de naam Oceania Cup van start gegaan en vond in 1980 voor de tweede en in 1996 voor de derde keer plaats.
Alle wedstrijden werden in Brisbane, Australië gespeeld.

## Deelnemende landen
| Land             | Aantal deelnames | Huidig aantal deelnames op rij | Vorige deelname | Kwalificatie               |
| ---------------- | ---------------- | ------------------------------ | --------------- | -------------------------- |
| Australië (g)(t) | 3e               | 3                              | 1996            | Direct geplaatst           |
| Cookeilanden     | 1e               | 1                              | -               | 2e Polynesië Cup 1998      |
| Fiji             | 3e               | 1                              | 1980            | Winnaar Melanesië Cup 1998 |
| Nieuw-Zeeland    | 4e               | 4                              | 1996            | Direct geplaatst           |
| Tahiti           | 4e               | 4                              | 1996            | Winnaar Polynesië Cup 1998 |
| Vanuatu          | 3e               | 1                              | 1980            | 2e Melanesië Cup 1998      |

(g) = gastland, (t) = titelverdediger

## Stadion
| Brisbane           | · Brisbane |
| ------------------ | ---------- |
| Suncorp Stadium    | · Brisbane |
| Capaciteit: 52.500 | · Brisbane |
|                    | · Brisbane |

## Groepsfase

### Groep A
| Land          | Wed | Win | Gel | Ver | DV | DT | +/- | Pnt |
| ------------- | --- | --- | --- | --- | -- | -- | --- | --- |
| Nieuw-Zeeland | 2   | 2   | 0   | 0   | 9  | 1  | 8   | 6   |
| Tahiti        | 2   | 1   | 0   | 1   | 5  | 2  | 3   | 3   |
| Vanuatu       | 2   | 0   | 0   | 2   | 2  | 13 | -11 | 0   |

|                                      |                  |       |        |                                                                           |
| 25 september 1998 «onderlinge duels» | Nieuw-Zeeland    | 1 – 0 | Tahiti | Suncorp Stadium Brisbane Toeschouwers: 900 Scheidsrechter: Simon Micallef |
| 25 september 1998 «onderlinge duels» | Paama 13' (e.d.) |       |        | Suncorp Stadium Brisbane Toeschouwers: 900 Scheidsrechter: Simon Micallef |

|                                      |                                                               |       |                  |                                            |
| 28 september 1998 «onderlinge duels» | Nieuw-Zeeland                                                 | 8 – 1 | Vanuatu          | Suncorp Stadium Brisbane Toeschouwers: 500 |
| 28 september 1998 «onderlinge duels» | Christie 1' Coveny 11', 25', 39', 40' Ryan 34', 65' Bunce 65' |       | Roronamahava 45' | Suncorp Stadium Brisbane Toeschouwers: 500 |

|                                      |                                             |       |           |                                                                           |
| 30 september 1998 «onderlinge duels» | Tahiti                                      | 5 – 1 | Vanuatu   | Suncorp Stadium Brisbane Toeschouwers: 400 Scheidsrechter: Simon Micallef |
| 30 september 1998 «onderlinge duels» | Quennet 9', 10', 74' Zaveroni 54' Amaru 75' |       | Rarai 82' | Suncorp Stadium Brisbane Toeschouwers: 400 Scheidsrechter: Simon Micallef |

### Groep B
| Land         | Wed | Win | Gel | Ver | DV | DT | +/- | Pnt |
| ------------ | --- | --- | --- | --- | -- | -- | --- | --- |
| Australië    | 2   | 2   | 0   | 0   | 19 | 1  | +18 | 6   |
| Fiji         | 2   | 1   | 0   | 1   | 4  | 3  | +1  | 3   |
| Cookeilanden | 2   | 0   | 0   | 2   | 0  | 19 | –19 | 0   |

|                                      |                   |       |               |                                                                           |
| 25 september 1998 «onderlinge duels» | Australië         | 3 – 1 | Fiji          | Suncorp Stadium Brisbane Toeschouwers: 900 Scheidsrechter: Bruce Grimshaw |
| 25 september 1998 «onderlinge duels» | Mori 2', 25', 44' |       | Masinisau 62' | Suncorp Stadium Brisbane Toeschouwers: 900 Scheidsrechter: Bruce Grimshaw |

|                                       | |        |              |                                                                            |
| 228 september 1998 «onderlinge duels» | Australië | 16 – 0 | Cookeilanden | Suncorp Stadium Brisbane Toeschouwers: 600 Scheidsrechter: Massimo Raveino |
| 228 september 1998 «onderlinge duels» | Trimboli 1', 12', 63' Mori 8', 15', 30', 34' Maloney 17', 89' Ceccoli 42' Trajanovski 48', 68', 76' (pen.), 88' Chipperfield 66' Halpin 80' |        |              | Suncorp Stadium Brisbane Toeschouwers: 600 Scheidsrechter: Massimo Raveino |

|                                      |                                               |       |              |                                                                           |
| 30 september 1998 «onderlinge duels» | Fiji                                          | 3 – 0 | Cookeilanden | Suncorp Stadium Brisbane Toeschouwers: 500 Scheidsrechter: Bruce Grimshaw |
| 30 september 1998 «onderlinge duels» | Dickinson 18' (e.d.) Kilalwaca 54' Nasema 85' |       |              | Suncorp Stadium Brisbane Toeschouwers: 500 Scheidsrechter: Bruce Grimshaw |

## Knock-outfase
|  | halve finale         | halve finale         |   |                      | finale               | finale |
|  |                      |                      |   |                      |                      |        |
|  | 2 oktober – Brisbane |                      |   |                      |                      |        |
|  | Nieuw-Zeeland        | 1                    |   |                      |                      |        |
|  | Fiji                 | 0                    |   |                      |                      |        |
|  |                      |                      |   |                      |                      |        |
|  |                      |                      |   |                      | 4 oktober – Brisbane |        |
|  |                      |                      |   |                      | Nieuw-Zeeland        | 1      |
|  |                      | Australië            | 0 |                      |                      |        |
|  |                      |                      |   |                      |                      |        |
|  |                      |                      |   |                      | derde plaats         |        |
|  | 2 oktober – Brisbane | 2 oktober – Brisbane |   | 4 oktober – Brisbane | 4 oktober – Brisbane |        |
|  | Australië            | 4                    |   | Fiji                 | 4                    |        |
|  | Tahiti               | 1                    |   |                      | Tahiti               | 2      |

### Halve finale
|                                   |               |       |      |                                                                              |
| 2 oktober 1998 «onderlinge duels» | Nieuw-Zeeland | 1 – 0 | Fiji | Suncorp Stadium Brisbane Toeschouwers: 1.200 Scheidsrechter: Massimo Raveino |
| 2 oktober 1998 «onderlinge duels» | Hay 88'       |       |      | Suncorp Stadium Brisbane Toeschouwers: 1.200 Scheidsrechter: Massimo Raveino |

|                                   |                             |       |             |                                                                         |
| 2 oktober 1998 «onderlinge duels» | Australië                   | 4 – 1 | Tahiti      | Suncorp Stadium Brisbane Toeschouwers: 1.200 Scheidsrechter: Intaz Shah |
| 2 oktober 1998 «onderlinge duels» | Mori 1', 32', 81' Veart 86' |       | Labaste 55' | Suncorp Stadium Brisbane Toeschouwers: 1.200 Scheidsrechter: Intaz Shah |

### Troostfinale
|                                   |                                    |       |                   |                                                                             |
| 4 oktober 1998 «onderlinge duels» | Fiji                               | 4 – 2 | Tahiti            | Suncorp Stadium Brisbane Toeschouwers: 2.000 Scheidsrechter: Simon Micallef |
| 4 oktober 1998 «onderlinge duels» | Masi 26', 31' Lal 28' Seruvatu 43' |       | Rousseau 81', 82' | Suncorp Stadium Brisbane Toeschouwers: 2.000 Scheidsrechter: Simon Micallef |

### Finale
|                                   |                 |       |           |                                                                                |
| 4 oktober 1998 «onderlinge duels» | Nieuw-Zeeland   | 1 – 0 | Australië | Suncorp Stadium, Brisbane Toeschouwers: 12.000 Scheidsrechter: Massimo Raveino |
| 4 oktober 1998 «onderlinge duels» | Mark Burton 24' |       |           | Suncorp Stadium, Brisbane Toeschouwers: 12.000 Scheidsrechter: Massimo Raveino |

| 1998 OFC Nations Cup     |
| ------------------------ |
|                          |
| NIEUW-ZEELAND (2e titel) |

## Doelpuntenmakers
10 doelpunten
- Damian Mori

4 doelpunten
- Kris Trajanovski
- Vaughan Coveny

3 doelpunetn
- Paul Trimboli
- Esala Masi
- Gerald Quennet

2 doelpunten
- Brad Maloney
- Rupert Ryan
- Rousseau

1 doelpunt
- Alvin Ceccoli
- Carl Veart
- Scott Chipperfield
- Troy Halpin
- Kameli Kilalwaca
- Shailend Lal

- Ulaisi Seruvatu
- Valerio Nasema
- Che Bunce
- Danny Hay
- Mark Burton
- Tinol Christie

- Harold Amaru
- Hiro Labaste
- Teva Zaveroni
- Edwin Rarai
- Peter Roronamahava

Eigen doelpunt
- Heimana Paama (Tegen Nieuw-Zeeland)
- Heath Dickinson (Tegen Fiji)

1973 · 1980 · 1996 · 1998 · 2000 · 2002 · 2004 · 2008 · 2012 · 2016 · 2020 · 2024